# ベーコン

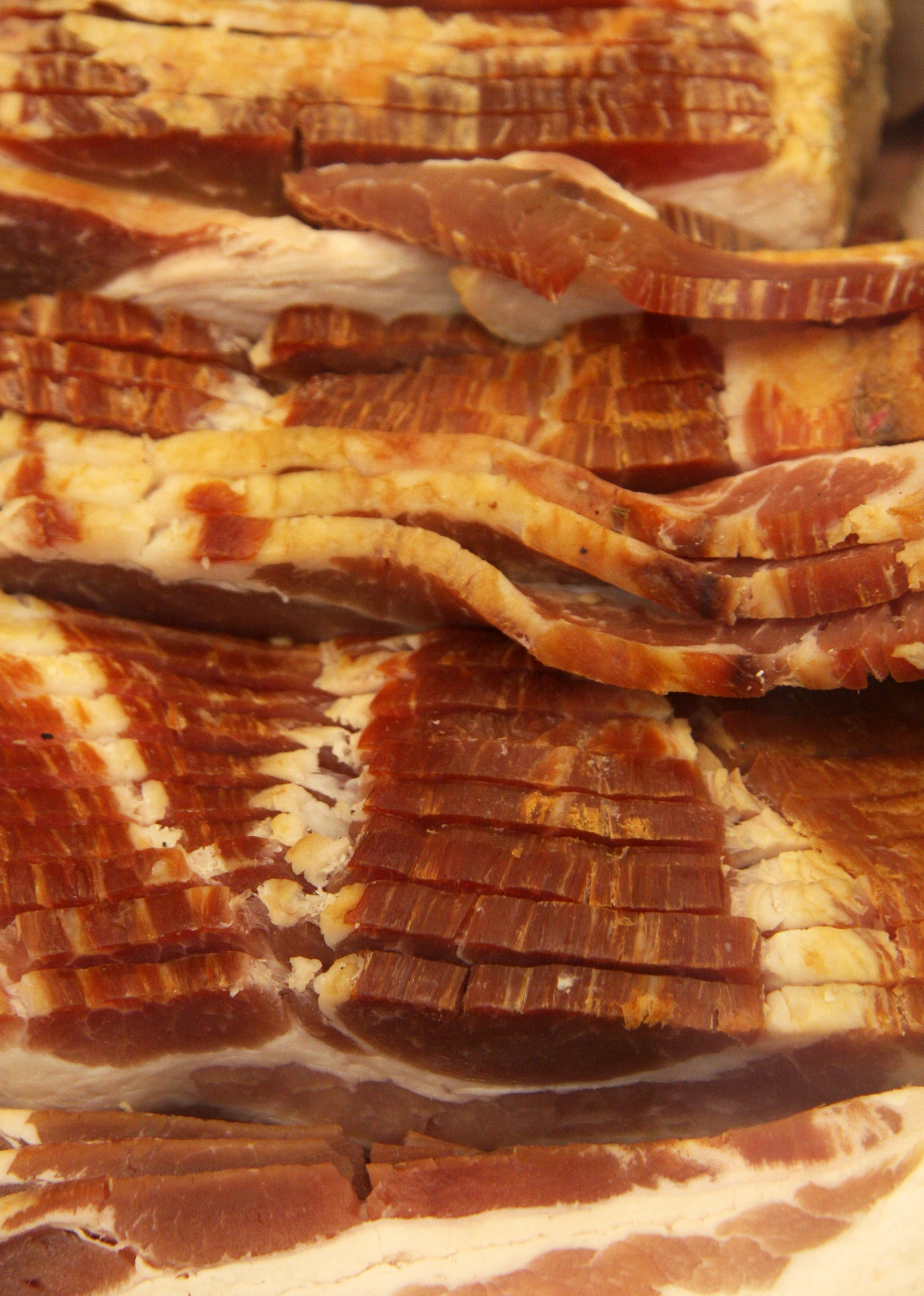
薄切りにされたベーコン。

ベーコン（英: bacon）とは、豚肉を塩漬けした食肉加工製品の一種である。通常、豚の腹や背の肉から作られる。

## 名称
英語の bacon は、ゲルマン語から古フランス語経由で借用した語で、本来は背中の肉（ロース）を意味しており、おそらく back と語源的に関係がある。古来は野生の猪肉から作られていたが、養豚業が発達するにつれて、豚肉を使うようになった。本来のベーコンは背中の肉を使用するもので、ヨーロッパでは実際にそうしているが、北アメリカではポークベリー（日本でいう豚ばら肉）から作られるようになり、その習慣が日本にも伝わった。

## 製法
1. 素材となる各部位の豚肉を計量し、整形するなど下処理する。
2. 肉に食塩と、砂糖・香辛料などの調味料を加え漬け置きする（塩せき）。工業的に作る場合、さらに発色剤・防腐剤などの食品添加物類も添加されることが多い。
3. 塩抜きをする。
4. 燻煙、もしくは乾燥させる。 安価に作る場合、燻液を使うこともある。
5. 工業的に製造する場合は、殺菌・包装して出荷する。

## 表示
日本では素材により表示および呼称が異なる。「食品表示法」（平成25年法律第70号）と、同法に基づいて定められた「食品表示基準」により、材料とする部位によって、バラ肉の部位を用いたものを特に「ベーコン」、ほかロース肉で作った「ロースベーコン」、肩肉で作った「ショルダーベーコン」、および「ミドルベーコン」「サイドベーコン」の表示をすることが定められている。
また同法では、製品ラベルに加熱食肉製品・および非加熱食肉製品の別を表示しなくてはならない。日本で工業的に製造されるベーコンのほとんどは製造過程で殺菌のため煮沸されており、ラベルに「加熱食肉製品」の表示がある。

## 香り成分
ベーコンには保存料として亜硝酸塩が添加されており、標準的な精肉に比べ窒素分に富む。このため加熱すると、標準的な精肉からメイラード反応により生じる2-ペンチルフランや2-メチル-3-(メチルチオ)フラン、3,4-ルチジンの他に2,5-ジメチルピラジン、2-エチル-3,5-ジメチルピラジン、2,3-ジメチルピラジン、2-エチル-5-ジメチルピラジンなどのピラジン類が発生し、それらが香り成分として大きく貢献していると考えられている。

## 世界各地のベーコン

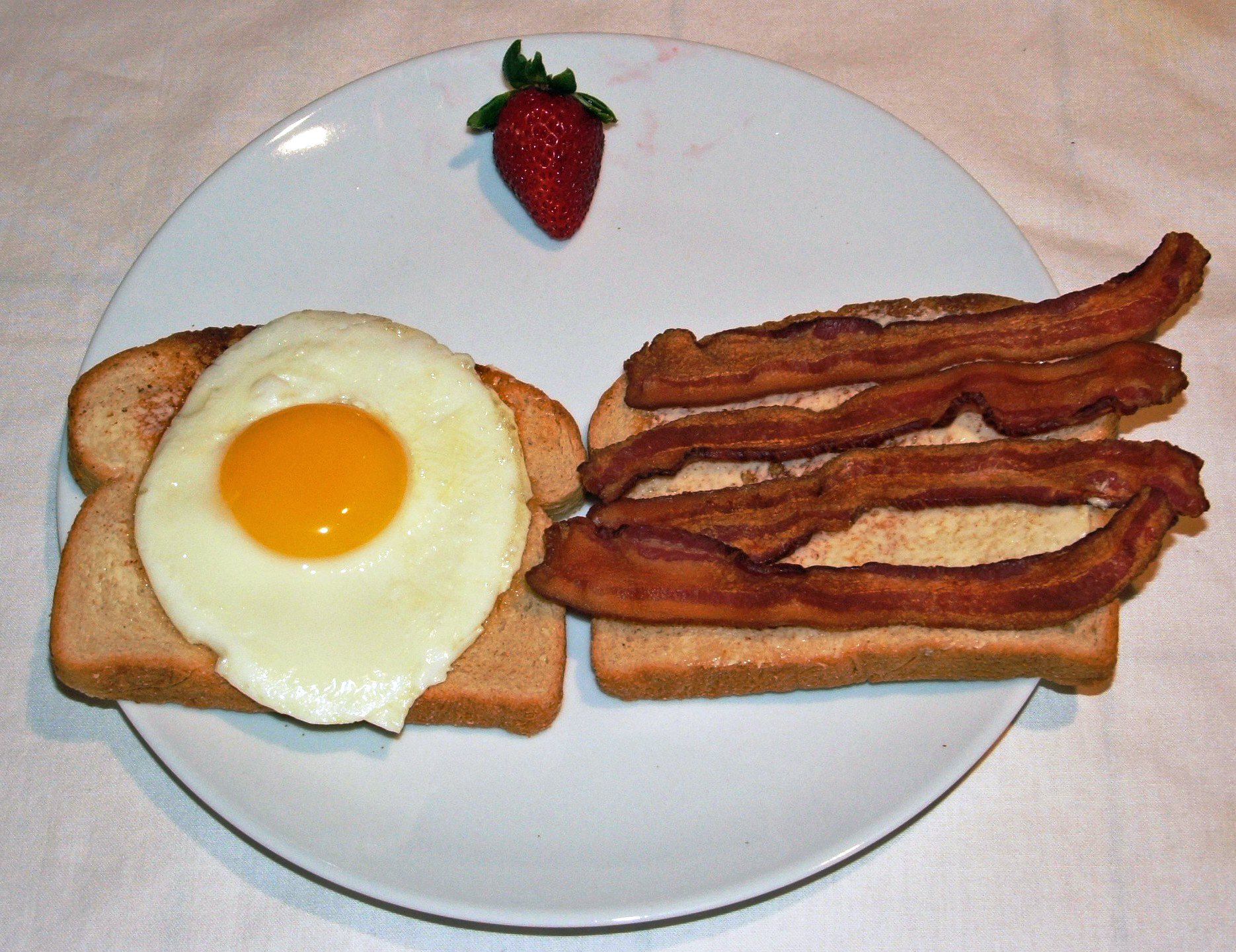
ベーコンエッグのトースト添えに、イチゴを付け合わせたひと皿

豚の部位。1.バックベーコン、2.ベーコン

日本のベーコンは、塩漬けにした豚の腹身を燻製するところはアメリカ式にならっているが、日本独自の特徴もあり、半分に切るかそのままの長さで売る点、加熱して販売する点がアメリカのものとは異なる。日本のベーコンは、調理するとハムのようなしっかりとした歯ざわりになる。

もともとベーコンは欧米で卵やソーセージといっしょに盛り付けることが多く、フル・ブレックファストと呼ぶ。

### オーストラリア、ニュージーランド
市販のベーコンでもっとも一般的な形態をミドル・ベーコン (middle bacon) と呼び、バックベーコンのロースの一部と、あばらの脂肪部分 (サイドベーコンの) を含む。消費者がダイエットを気にする傾向が強まり、スーパーマーケットの中にはサーロインの部位のみベーコンとして販売するところも見られる。その場合、販売名はショートカット・ベーコン (short cut bacon) と名づけて、標準的なミドル・ベーコンよりやや高めに価格設定する。どちらも皮を取り除いて販売される。

### カナダ

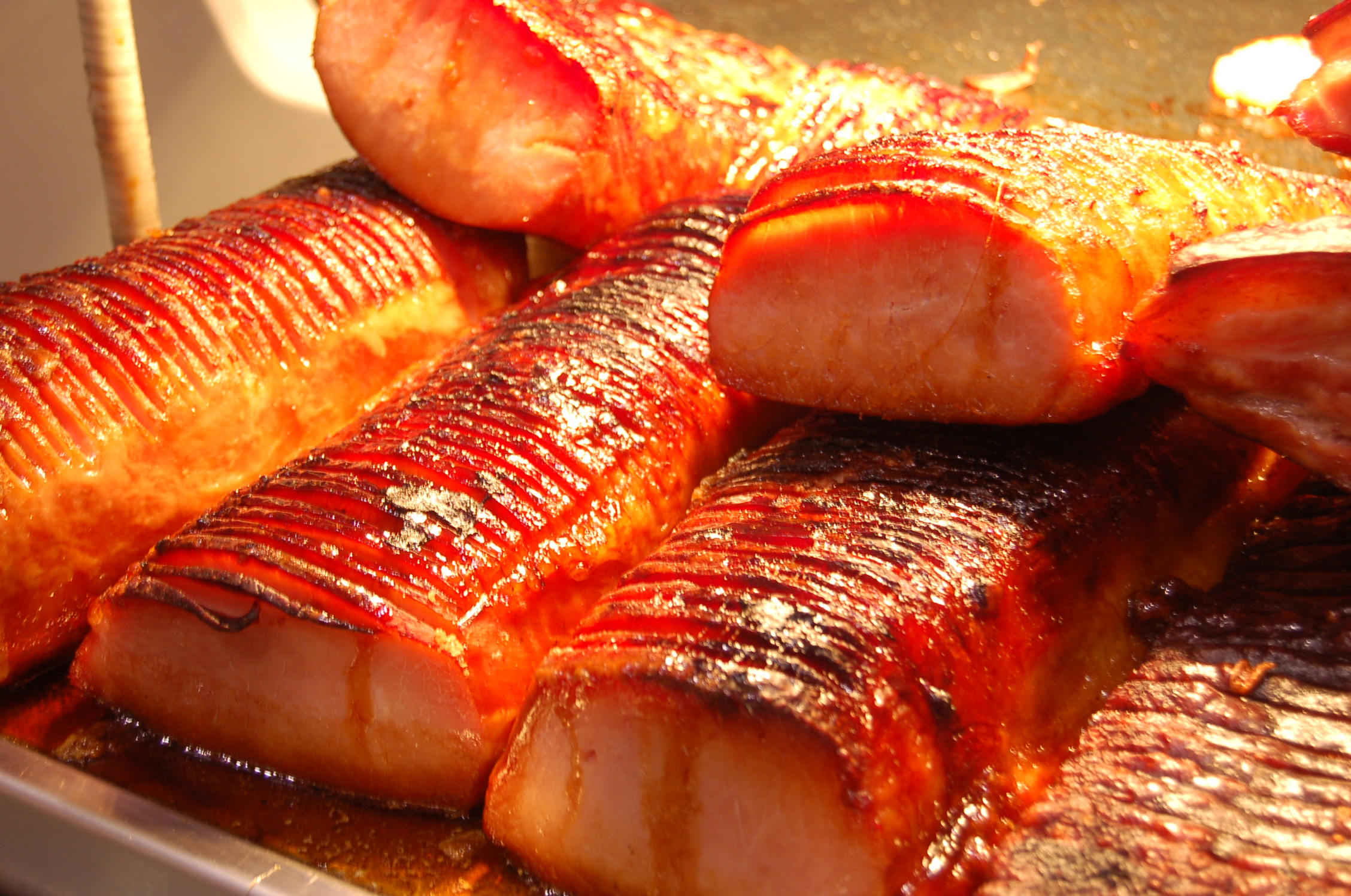
メープルシロップのグレージングを塗って焼いたピーミールベーコン。(カナダ、オンタリオ州トロントのスーパーマーケット店頭)

カナダでベーコンはサイドベーコンのことで、カナダ風バックベーコンはポークロインの中心部の脂が少ない部位でわずかな脂身をまとっている。 ピーミールベーコンとは燻煙処理をしないバックベーコンを充分に寝かせたものを指し、歴史的には挽き割りの豆でコーティングしたが、現在は細かく挽いたコーンミールで表面を覆っている。オンタリオ州南部でよく普及し、朝食で卵やパンケーキを添えて出され、また肉を寝かせる間にメープルシロップを使う例が多い。

### ドイツ

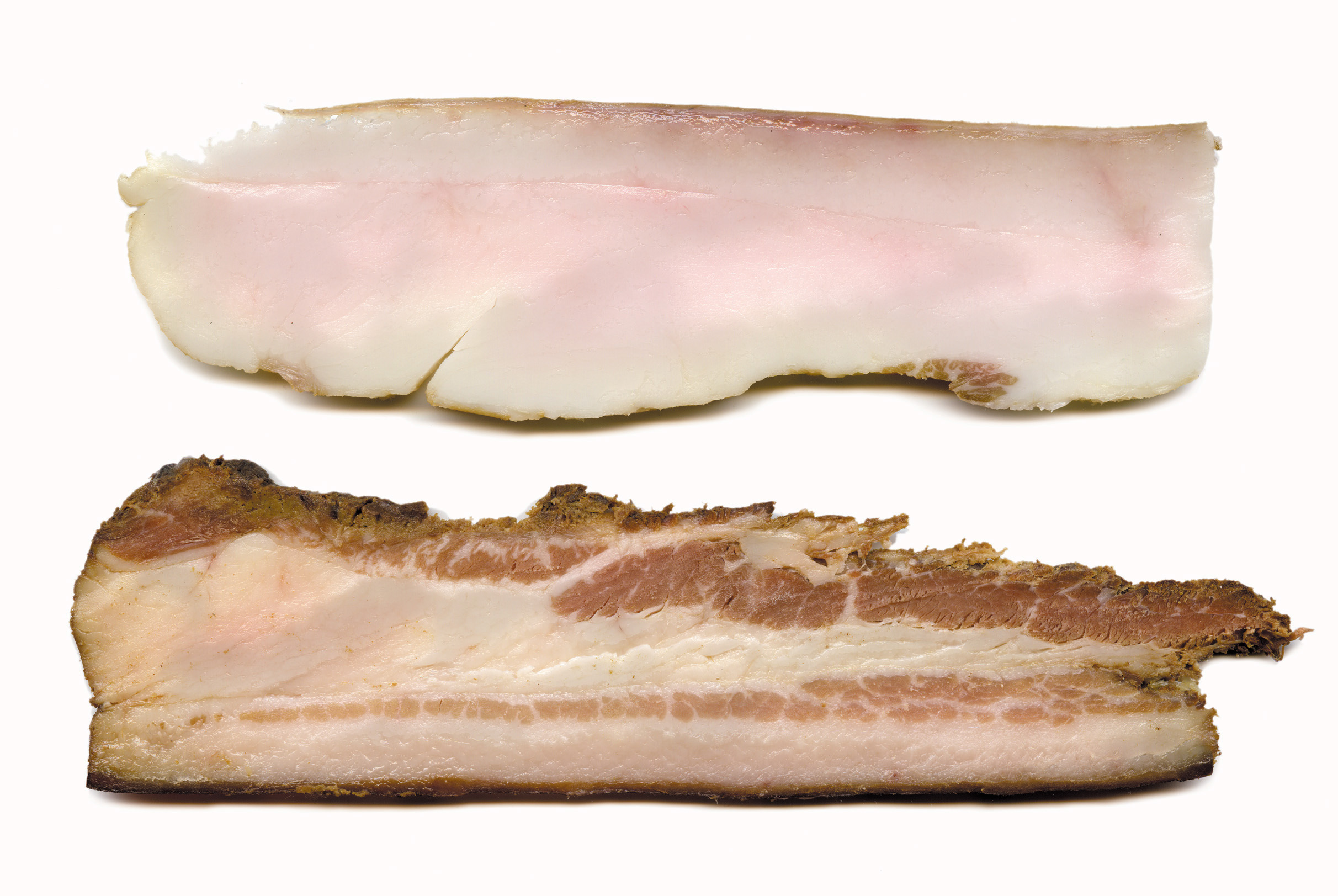
スモークしたファットバック (Rückenspeck)
ドイツの燻煙処理して焼いた豚肉の腹身。コールドカットに使用

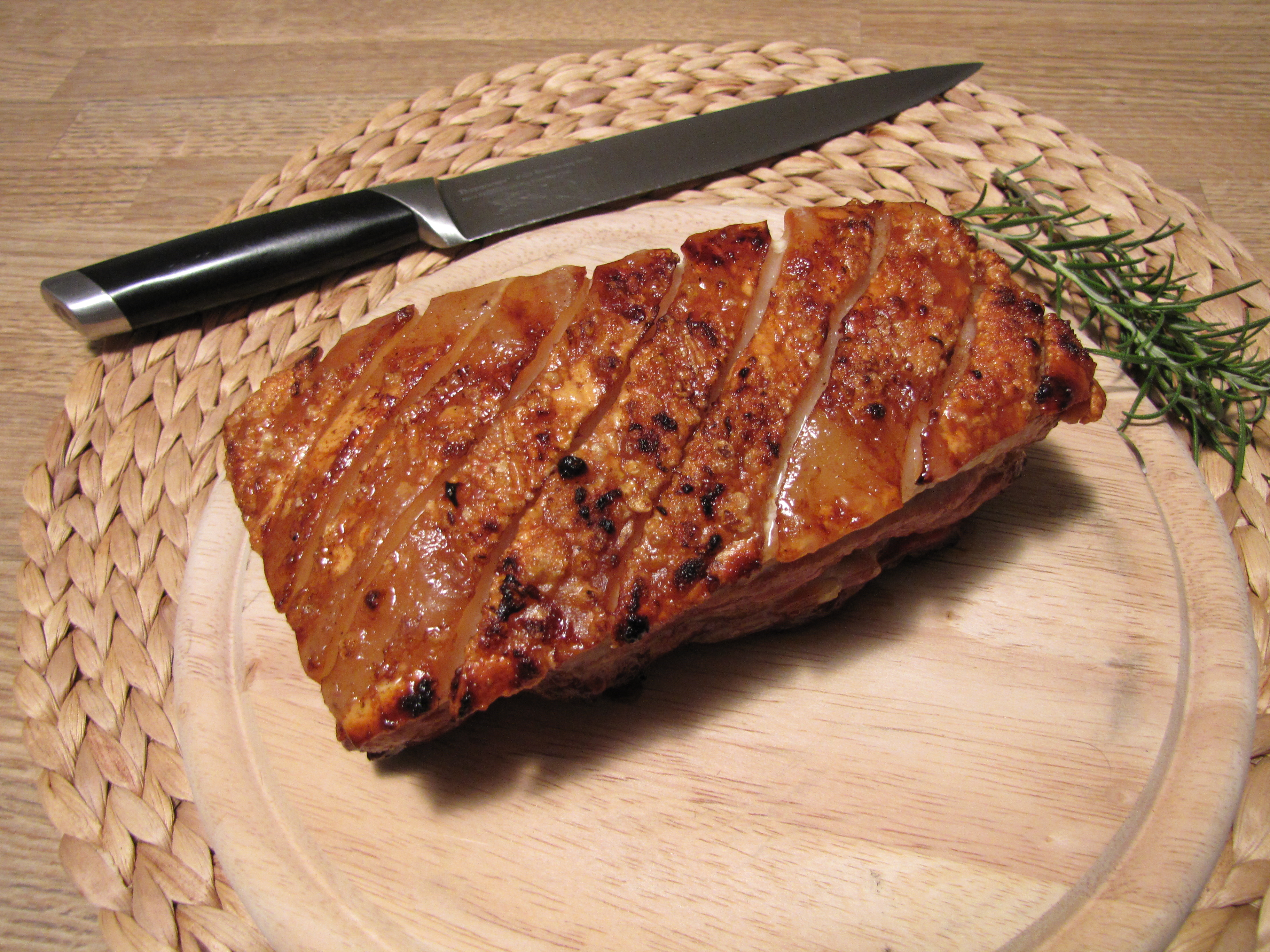
豚肉の腹身のグリル。ババリア料理のヴァンメルという食品。

ドイツ語のシュペックとベーコンはいくつかの点で重複し、ドイツ人は「朝食用のシュペック」 (Frühstücksspeck) のみベーコン と呼んでいる。熟成もしくは燻製にしたポークスライスである。伝統的なドイツのコールドカットならベーコンよりもハムが好まれるところ、バイエルン地方からオーストリアにわたる地方では「ヴァンメル」 (グリルした豚の腹身・ババリア料理) のほうが人気がある。
小さなキューブ状に刻んだベーコンは、さまざまな南ドイツ料理の重要な材料である。ドイツの小売り店で「Baconwürfel」(ベーコンキューブ) という名前がつき、オーストリアと南ドイツでは「Grieben」または「Grammelschmalz」と呼ばれ、スープやサラダの風味づけ、あるいはダンプリングの具やさまざまな麺類、じゃがいも料理に使われる。自宅で大きなスライスから準備する代わりに、既製品も利用される。

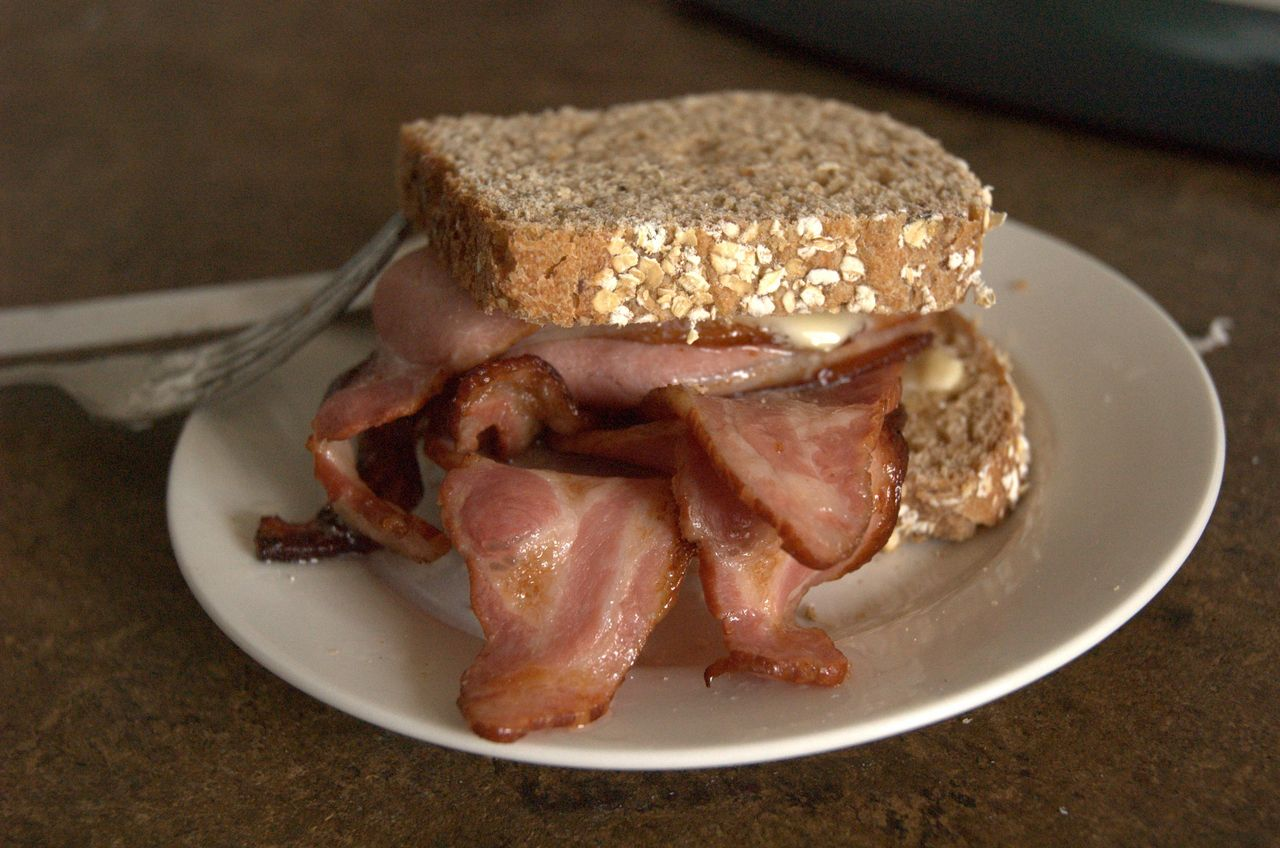
ベーコンサンド

### フランス
フランスでは、燻製にした豚の胸肉を細かく切ったものをラルドンと呼んで食している。
中世では、肉は祝日に食べるものであって、祝日でない日に肉が欲しいときにはラルドン2、3切れを沸かした牛乳に加えていた。

### イギリスとアイルランド
バックベーコンがもっとも一般的なのはイギリスとアイルランドに共通しており、「ベーコン」と呼ぶのは通常、この部位である。ラッシャー (rasher) というのは、ベーコンの薄切りである。バックカットで、脂身をごっそりと除いて「メダリオン」という赤み肉のみを取り出した。ベーコンの熟成方法はいくつかあり、燻製もする場合としない場合がある。「グリーンベーコン」とは、燻製しないベーコンのことである。ベーコンのラッシャーをいためたり網焼きにして、伝統的なフルブレックファストに必ず添える。イギリスとアイルランドのカフェで定番といえば熱いベーコンサンドイッチ（英語）であり、俗に二日酔いを治すのにぴったりのメニューとしてお勧めされる。
イギリスには、仲睦まじい夫婦にベーコンを与えるベーコン裁判という風習がある。

### アメリカ

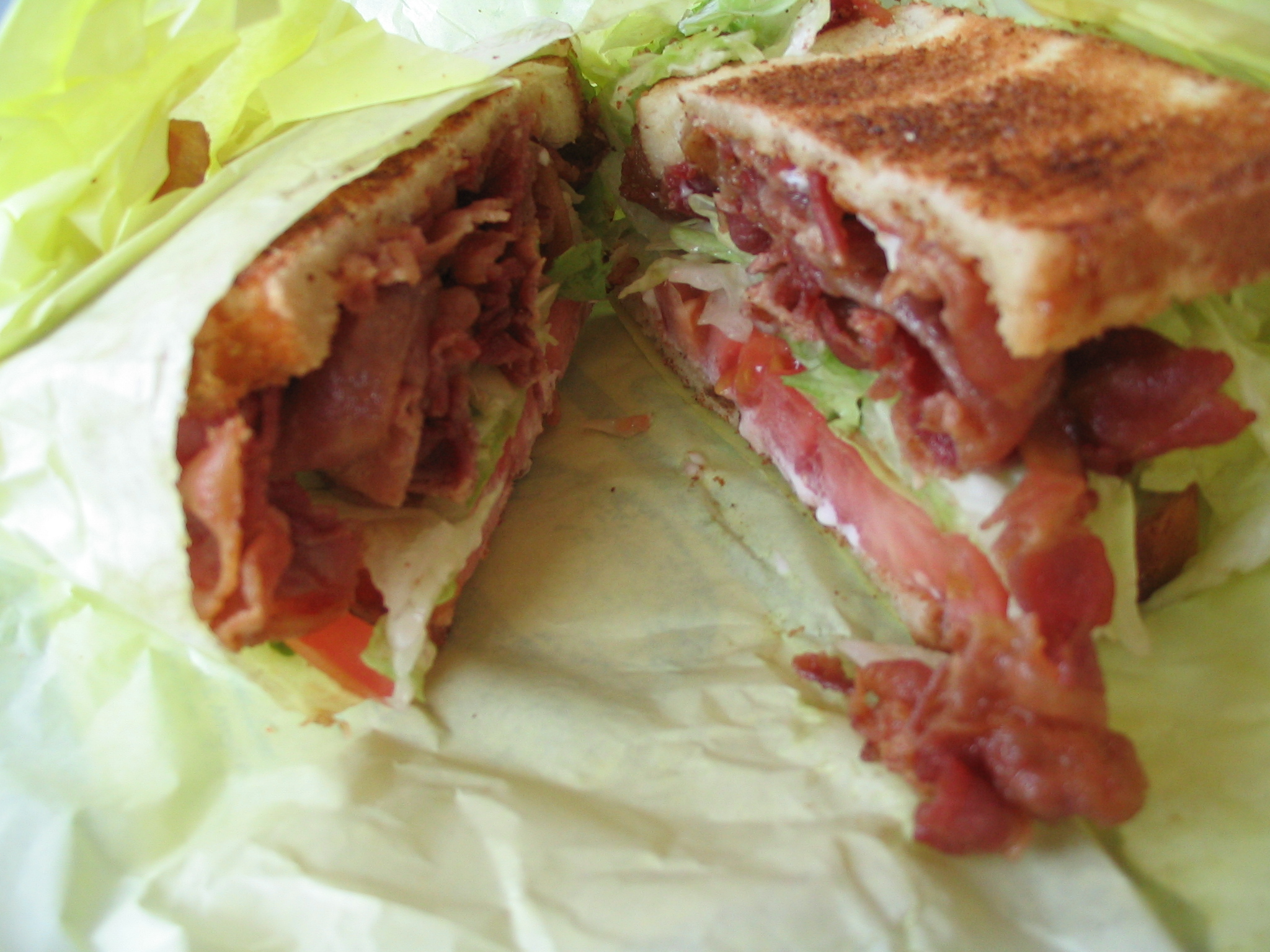
BLTサンドイッチ

ベーコンという言葉そのものが示すものは、一般にはサイドベーコンで、ベーコン類では販売量も最も多い。バックベーコンはカナディアンベーコン (Canadian bacon) や「カナダ式ベーコン」 (Canadian-style bacon) という別商品で、厚切りにして加熱した惣菜として販売する。アメリカのベーコンは燻製チップの種類によってヒッコリー、メスキートあるいはリンゴと区別し、あるいはまた赤唐辛子やメープル、黒砂糖またははちみつあるいは糖蜜を表面に塗る。固まり肉のままのベーコンの端肉は「スラブベーコン」(slab bacon) である。なお、アメリカではフレーバーとして、チョコやアイスクリームと組み合わせる食べ方が一種のブームとなっている。

## その他
- 日本では鯨肉の畝須の部位を、鯨のベーコンと呼ぶ。
- アメリカでは、脂肪分の多いバラ肉を用いるベーコンは1980年代以降の健康ブームで一時期敬遠され売り上げを落としたが、その後風味づけのための利用が見直され、また油脂による汚れを出さない調理法などの研究が進んだことから、ファーストフード店やレストランなどを起点に2000年代頃からブームが起きた。
- 本来は冬季用の保存食であったベーコンだが、アメリカでは夏にベーコンの消費が増える。夏季は庭でバーベキューをする家庭が多く、ベーコンの需要が増えるためという。原料のポークベリーは季節で価格変動が大きいため、先物取引の対象となり、シカゴ商品先物取引所に上場されている。